# Synthetische meetkunde
De synthetische of axiomatische meetkunde is een deelgebied van de meetkunde dat gebruikmaakt van axioma’s, stellingen en logische argumenten om conclusies te trekken, dit in tegenstelling tot de analytische en algebraïsche meetkunden, waar gebruik wordt gemaakt van analytische en algebraïsche methoden om meetkundige berekeningen uit te voeren en problemen op te lossen.